# Marstal
Marstal es una pequeña ciudad danesa, la mayor localidad del municipio de Ærø, en la isla homónima. En sus inicios, en el siglo XVI, fue una pequeña localidad pesquera, y en el siglo XVIII se desarrolló en un sobresaliente centro de la construcción naval.

## Historia
Marstal se nombra por primera vez en 1514 con la forma Maerstall, que significa "establo de caballos". Entonces no era más que una pequeña aldea. Marstal nunca fue ciudad comercial (købstad), pero desde el siglo XVI recibió ciertos privilegios que le dieron el derecho de realizar el comercio de las zonas agrícolas de su parroquia y comerciar con algunos puertos fuera de la isla. 
Para el siglo XVIII Marstal podía comerciar con numerosos puertos tanto en Dinamarca como en el extranjero. Este privilegio le permitió la construcción de una destacada flota mercante y convertirse en una localidad eminentemente dedicada a la navegación. Marstal se estancó durante las Guerras Napoleónicas, pero resurgió con fuerza desde la mitad del siglo XIX, cuando sus barcos llegaron a Europa occidental, América y África. Pese al reducido tamaño de la localidad, su flota mercante se convirtió, en cuanto a número de naves, en la segunda más grande el país, sólo después de Copenhague. En 1803 se inauguró una escuela de navegación y en 1825 se construyó un nuevo puerto, que sería ampliado en varias ocasiones.
A principios del siglo XX la industria naviera comenzó a decaer, a pesar de la construcción de un astillero para barcos de acero. En esa época se alcanzó el tope histórico de población, 3.600 habitantes. Todavía en la década de 1980 la mayoría de la población trabajaba en el comercio y el transporte, pero poco después la situación económica se igualó a la media de las ciudades danesas con los servicios como el principal sector. En forma paralela, la población ha ido en retroceso.
El municipio de Marstal fue creado en 1970 y en 2007 desapareció cuando su territorio se integró al nuevo municipio de Ærø. Marstal perdió sus funciones administrativas, pues la capital fue establecida en Ærøskøbing. Con todo, Marstal continúa siendo la mayor localidad de la isla.